# Santa Maria de Llinars
Santa Maria de Llinars també coneguda com a Santa Maria del Prat, és una església d'època barroca construïda sobre l'original d'estil romànic amb una nau amb absis poligonal, situada en el municipi de Llinars del Vallès, d'on és l'església parroquial.

## Història
L'església original era d'estil romànic, documentada l'any 1040 quan el bisbe de Barcelona Guisalbert va fer donació de la parròquia a la seu de Barcelona. Al 919 un cavaller, Fortuny es lliura a si mateix, amb tot el que té: cavall, fre, sella, terres, vinyes i cases amb corts i horts a Santa Maria de Llinars, segons consta al Cartulari de Sant Cugat.
L'edifici actual es va començar l'any 1680 seguint un estil gòtic decadent, conservant alguna resta de l'anterior, com algunes traces a la base del campanar i en les finestres d'un dels pisos, amagades per altres construccions posteriors que l'envolten. També es conserven dues claus de volta, amb les imatges de la Puríssima i de Sant Joan apòstol, i una làpida de Gerald de Bosch datada el 1304. Una paralització de les obres de reconstrucció les va retardar al llarg del segle xviii fins a acabar entre 1774 i 1781, data que hi figura a la portada.
Actualment es conserven algunes peces d'orfebreria, tot i que algunes van desaparèixer a la guerra del 1936.

## Edifici
Consta d'una nau, amb quatre crugies i grans contraforts, capçada per un absis poligonal, i amb sis capelles laterals, que ja havien ampliat l'església romànica el 1534. L'espai central i el presbiteri són coberts amb volta de creueria, mentre que les ales laterals mostren creueria simple i volta de llunetes. L'espai interior és arrebossat i pintat, i una cornisa de gust neoclàssic ressegueix l'edifici a l'altura dels vèrtexs inferiors dels arcs. A l'exterior, la façana mostra un perfil de coronament sinuós, amb un pòrtic d'accés d'arc de mig punt de construcció moderna.